# Toftum (Föhr)
Toftum (friesisch: Taftem, dänisch Toftum) ist ein Ortsteil der Gemeinde Oldsum auf der Nordseeinsel Föhr.

## Geographie
Toftum liegt in der östlichen Verlängerung von Klintum an der Grenze von Geest und Marsch. Der Ort hat rund 150 Einwohner.
Zu den Gebäuden zählt der denkmalgeschützte Lorenzenhof, der aus dem 17. Jahrhundert stammt.

## Geschichte
Der Name Toftum bezieht sich auf toft, „Hofplatz“, und -um, „Heim“. Die Nachsilbe -um tragen fast alle Föhrer Dörfer.
Bereits auf Friedrich von Warnstedts Karte von 1823 erscheinen Oldsum, Klintum und Toftum als ein zusammenhängendes Reihendorf, ohne erkennbare Siedlungsgrenzen zwischen den Orten.
1970 bildete Toftum zusammen mit Oldsum-Klintum die neue Gemeinde Oldsum.
Die Gemeinde hatte eine Fläche von 4,67 km².
Zum Stichtag der Volkszählung am 25. Mai 1987 hatte der Ortsteil Toftum 143 Einwohner in 57 Haushalten.

## Wirtschaft und Verkehr
Haupterwerbszweige sind Tourismus und Landwirtschaft. Die Landesstraße 214, die „Rundföhrstraße“, führt südlich an Toftum vorbei; der Ort ist über eine Kreisstraße angebunden.

## Persönlichkeiten
- Oluf Braren (1787–1839), nordfriesischer Maler, starb in Toftum